# Comissão de Coordenação e Desenvolvimento Regional

„"As CCDR são serviços desconcentrados do Ministério das Cidades, Ordenamento do Território e Ambiente (MCOTA), dotados de autonomia administrativa e financeira, incumbidos de executar ao nível das respectivas áreas geográficas de actuação as políticas de ambiente, de ordenamento do território, de conservação da natureza e da biodiversidade, de utilização sustentável dos recursos naturais, de requalificação urbana, de planeamento estratégico regional e de apoio às autarquias locais e suas associações, tendo em vista o desenvolvimento regional integrado.“

„Deutsche Übersetzung: Die CCDR sind dezentrale Dienste des Ministeriums für Städte, Raumordnung und Umwelt (MCOTA), die mit administrativer und finanzieller Autonomie ausgestattet sind und den Auftrag haben, in ihrem räumlichen Zuständigkeitsbereich politische Maßnahmen in Bezug auf Umwelt, Raumordnung, Naturschutz durchzuführen, um die Natur und die biologische Vielfalt, die nachhaltige Nutzung der natürlichen Ressourcen, die Stadterneuerung, die strategischen Planung und die regionale Unterstützung der lokalen Behörden im Hinblick auf die integrierte regionale Entwicklung zu fördern.“

Aktuelle Aufteilung der CCDR

Die Comissãos de Coordenação e Desenvolvimento Regional (CCDR) sind gemäß Gesetzesverordnung 104/2003 dezentrale Dienststellen der Zentralregierung, die mit administrativer und finanzieller Autonomie ausgestattet sind, und  die Aufgabe haben, Maßnahmen umzusetzen, die nützlich für die Entwicklung der jeweiligen Region sind. Die CCDR existieren nur auf dem portugiesischen Festland.
Die CCDR fusionierten im Jahre 2003 mit den Comissões de Coordenação Regional (CCR). Sie verfügen seitdem über die Weisungsbefugnis für die regionale Umwelt- und Raumplanung, also handelt es sich auch um dezentrale Dienste des Zentralstaates. Vor 2003 haben allerdings bereits die CCR in ähnlicher  Funktion wie die CCDR gearbeitet. Die regionalen Beiräte wurden im Jahr 1979 gegründet, nachdem die Planungsregionen im Jahr 1969 unter der Regierung von Marcelo Caetano eingerichtet worden waren, um eine gerechte regionale Verteilung der Entwicklung des Dritten Entwicklungsplanes zu erreichen. Zunächst hatte die CCR nur Funktionen zur Koordinierung der Arbeit der Municípios, bis ihre Befugnisse bis zum Ende des zwanzigsten Jahrhunderts stark ausgeweitet wurden.
Die CCDR Organisationsstruktur ist ziemlich komplex. Sie umfasst einen Vorsitzenden des CCDR, einen Verwaltungsrat, ein Prüfungskomitee und einen Regionalrat.
Keines dieser Gremien wird direkt gewählt und der Präsident der CCDR wird von der portugiesischen Regierung für einen Zeitraum von 3 Jahren ernannt.
Das Einsatzgebiet des CCDR entspricht durchaus den statistischen Einheiten NUTS II im übrigen Europa. Die einzige Ausnahme war der Bereich der CCDR Lissabon und Tejo-Tal, wo es bis 2002 eine NUTS II-Einheit gab, die dem Bereich des jeweiligen CCDR entsprach.
Im Jahr 2002 wurde jedoch zur Verteilung von EU-Mitteln der Europäischen Union die NUTS II-Einheit Lissabon und Tejo-Tal, die aus 5 NUTS III-Einheiten bestand, aufgelöst und ihr Gebiet an mehrere andere NUTS II-Einheiten verteilt: eine NUTS III-Einheit wurde dem Alentejo und zwei dem Zentrum zugeteilt, und die beiden übrigen NUTS III-Einheiten bildeten die neue NUTS II-Einheit von Lissabon.
Derzeit gibt es fünf Comissãos de Coordenação e Desenvolvimento Regional.